# Open Norwich Union de snooker
L'Open Norwich Union de snooker est un ancien tournoi de snooker professionnel sur invitation disputé au Piccadilly Hotel de Londres en novembre 1973 et 1974 et ne comptant pas pour le classement mondial. 

## Historique
Organisé par la WPBSA et sponsorisé par Norwich Union, la première édition a vu s'affronter 24 joueurs et l'Anglais John Spencer s'est imposé en finale contre son compatriote John Pulman 8 manches à 7. L'année suivante, 16 joueurs sont présents et Spencer l'emporte à nouveau lors de la manche décisive, cette fois 10-9 contre le Gallois Ray Reardon.

## Palmarès
| Année                           | Vainqueur                       | Finaliste                       | Score                           | Saison                          |                                 |
| Open Norwich Union (non classé) | Open Norwich Union (non classé) | Open Norwich Union (non classé) | Open Norwich Union (non classé) | Open Norwich Union (non classé) | Open Norwich Union (non classé) |
| ------------------------------- | ------------------------------- | ------------------------------- | ------------------------------- | ------------------------------- | ------------------------------- |
| 1973                            | John Spencer                    | John Pulman                     | 8-7                             | 1973-1974                       |                                 |
| 1974                            | John Spencer (2)                | Ray Reardon                     | 10-9                            | 1974-1975                       |                                 |